# Scott Touzinsky
Scott Joseph Touzinsky (né le 22 avril 1982 à Saint-Louis, dans le Missouri) est un joueur américain de volley-ball. Il mesure 2,00 m et joue réceptionneur-attaquant. Il totalise 79 sélections en équipe des États-Unis.

## Clubs
| Club                     | De        | À         |
| ------------------------ | --------- | --------- |
| Rebeldes de Moca         | avr 2004  | mai 2004  |
| AONS Milon               | 2004-2005 | 2004-2005 |
| Volley Asse-Lennik       | 2005-2006 | 2005-2006 |
| EA Patras                | sep 2006  | déc 2006  |
| Club Voleibol Teruel     | jan 2007  | avr 2007  |
| Gigantes Carolina        | avr 2007  | mai 2007  |
| ACH Volley               | 2007-2008 | 2007-2008 |
| Istanbul BB              | 2008-2009 | 2009-2010 |
| Berlin Recycling Volleys | 2010-2011 | 2010-2011 |
| Cariduros Fajardo        | 2011-2012 | 2011-2012 |
| Berlin Recycling Volleys | 2012-2013 | 2014-2015 |
| Shanghai Golden Age      | 2015-2016 | 2015-2016 |
| Jastrzębski Węgiel       | 2016-2017 | 2016-2017 |

## Palmarès
- Jeux olympiques (1)
  - Vainqueur : 2008
- Ligue mondiale (1)
  - Vainqueur : 2008
- Championnat d'Amérique du Nord (1)
  - Vainqueur : 2007
- MEVZA (1)
  - Vainqueur : 2008
- Championnat d'Allemagne (2)
  - Vainqueur : 2013, 2014
- Championnat de Porto Rico (1)
  - Vainqueur : 2012
- Championnat de Turquie (1)
  - Vainqueur : 2009
- Championnat de Slovénie (1)
  - Vainqueur : 2008
- Coupe de Slovénie (1)
  - Vainqueur : 2008
- Supercoupe de Turquie (1)
  - Vainqueur : 2009